# Hahilinga
Die Hahilinga (auch Hahiligga, die Leute des Hahilo, genannt) waren eines der bayerischen Ur- und Hochadelsgeschlechter.
Sie werden in der Lex Baiuvariorum, in der das alte Volksrecht des baierischen Stammesherzogtums ab dem Jahr 635 zusammengefasst wurde, neben den Huosi, Trozza, Fagana, Anniona und dem Herzogsgeschlecht der Agilolfinger ausdrücklich genannt. In der Lex Baiuvariorum heißt es dazu im Kap. III, De genealogiis et eorem conpositione (III. Über die Geschlechter und ihre Buße): „Isti sunt quasi primi post Agilolvingas, qui sunt de genere ducali. Illis enim duplum honorem concedimus, et sic duplam conpositionem accipiant“ („Diese sind sozusagen die ersten nach den Agilolfingern, die von herzoglichem Geschlecht sind. Ihnen gewähren wir doppelte Ehre, und deshalb sollen sie doppeltes Bußgeld erhalten.“) In den Urkunden, die in Bayern ab dem 8. Jahrhundert üblich wurden, werden sie im Gegensatz zu anderen dieser Familien jedoch nicht erwähnt, sodass zu vermuten ist, dass sie zu dieser Zeit keine außerordentliche Bedeutung für das Herzogtum mehr hatten. Es gibt allerdings noch gewisse Hinweise auf einen Machtbereich östlich von Regensburg bis ins 9. Jahrhundert hinein.
Im Zusammenhang mit dem Namen des Geschlechts wird gelegentlich eine Herkunft und/oder ein den Familiennamen angenommen habender Herrschaftsbereich um den Hachinger Bach südöstlich Münchens und die dortigen Gemeinden Oberhaching und Unterhaching angenommen. Eine andere Theorie vermutet den Ursprung der Hahilinga bei Hailing, einem Ortsteil der Gemeinde Leiblfing. Ein weiterer locus Hachilinga wird als Hechlingen am See im schwäbisch-fränkischen Grenzgebiet erwogen. Hier hatte der Graf Helmuni, der zu den Halilinga gerechnet wird, bzw. die Helmunisippe Besitzungen.
Der Name wird als patronymische Bildung zu dem Personennamen Nachkommen des Hahilo angesehen; damit wird erstmals das personale Ahnenprinzip wirksam, während bei den anderen Adelsgeschlechtern Eigenschaften namensgebend waren.